# Ritmo idioventricular acelerado
En el ritmo idioventricular acelerado (RIVA, Accelerated idioventricular rhythm [AIVR]), la frecuencia cardiaca está determinada por la velocidad intrínseca de la despolarización de las células cardíacas. Puede estar presente en el nacimiento. En otras palabras, se denomina ritmo idioventricular acelerado (RIVA) a la presencia de un ritmo cardíaco entre 60 y 100 latidos/min cuyo origen se sitúa por debajo del haz de His. 

## Etiología
El RIVA se origina por la presencia de un automatismo anormal en el ventrículo con una frecuencia de descarga superior a la del nódulo sinusal. En estas circunstancias, el RIVA compite con el nódulo sinusal para el control del ritmo de los ventrículos. Puede ocurrir en la fase aguda del infarto de miocardio y en coincidencia con la reperfusión de la arteria ocluida (arritmias de reperfusión), por lo que tendría un valor pronóstico favorable en la evolución del infarto. Puede ocurrir también en pacientes sin enfermedad de base y con predominio vagal (deportistas), en cuyo caso no tiene significación pronóstica adversa [Farreras Rozman Medicina Interna 18.ª Edición, pág 458]

## Fisiopatología
En los corazones normales, el nodo sinusal en la aurícula despolariza a una velocidad de 60-100 latidos por minuto como un efecto parasimpático del sistema nervioso autónomo (de lo contrario el nódulo SA se despolarizar a un ritmo de 120 latidos por minuto). Esto suprime la despolarización intrínseca de las otras partes del corazón.
El ritmo idioventricular acelerado se produce cuando la velocidad de despolarización de un foco fisiológicamente suprimido —por ejemplo, el nodo atrioventricular— aumenta por encima de la velocidad del "foco de orden superior" —en este caso, el nodo sinoauricular—. Esto ocurre más comúnmente en el contexto de una bradicardia sinusal.
Ritmo idioventricular acelerado es también la arritmia reperfusión más común en los seres humanos. Sin embargo, la taquicardia ventricular y fibrilación ventricular siguen siendo las causas más importantes de muerte súbita después de la restauración espontánea de flujo anterógrado.

## Cuadro clínico
El ritmo idioventricular acelerado parece similar a la taquicardia ventricular, pero es benigno y no necesita ningún tratamiento. Puede ser más fácil de distinguir de la taquicardia ventricular en que la tasa es inferior a 120 y por lo general menos de 100 latidos por minuto.